# Patiópoulo
Patiópoulo är en ort i Grekland.   Den ligger i prefekturen Nomós Aitolías kai Akarnanías och regionen Västra Grekland, i den centrala delen av landet, 240 km nordväst om huvudstaden Aten. Patiópoulo ligger 501 meter över havet och antalet invånare är 156.
Terrängen runt Patiópoulo är kuperad västerut, men österut är den bergig. Runt Patiópoulo är det glesbefolkat, med 10 invånare per kvadratkilometer. Närmaste större samhälle är Kompóti, 15,8 km väster om Patiópoulo. I omgivningarna runt Patiópoulo växer i huvudsak blandskog.